# Elizabeth Morales García
Elízabeth Morales García (Xalapa-Enríquez, Veracruz, 29 de septiembre de 1970) es una política mexicana, ha sido diputada Federal en la LX Legislatura del Congreso de la Unión de México, fue Presidente Constitucional del Municipio de Xalapa-Enríquez durante el periodo 2011-2013.

## Inicios
Egresada de la Licenciatura de Administración de Empresas en la Universidad Veracruzana en el periodo de 1987-1992 y con Maestría en Administración de Recursos Humanos. Se integra en el área laboral como catedrática de materias en áreas de administración y economía, Jefa de Trámites Escolares, Jefa de Extensión y Difusión Cultural y Jefa de recursos humanos de la Universidad de Xalapa en el periodo de 1992-2000. En julio de 1996 se inicia como conductora del programa de televisión A quien corresponda Veracruz de TV Azteca y articulista del Diario de Xalapa y el periódico Política. Inicia el programa de radio Solo Respuestas como directora, productora y conductora en el periodo del 2001-2004. Desde 2005 hasta 2008 es productora y conductora del programa de televisión Usted no está solo. Posteriormente fue subdirectora de Radio televisión de Veracruz.

## Política
Fue diputada federal en la LX Legislatura del Congreso de la Unión de México y presidente de la comisión de la juventud y el deporte, integrante de la comisión ordinaria de Radio, Televisión y Cinematografía y Salud.  También fue copresidente del Comité Organizador de los Juegos Centroamericanos y del Caribe Veracruz 2014. Se desempeñó finalmente como Alcaldesa del Municipio de Xalapa-Enríquez durante el periodo 2011-2013. Durante el periodo 2017 - 2019, se desempeñó como Delegada Federal del ISSSTE en el Estado de Veracruz.